# اچ‌ام‌ان‌زداس ماتای (تی۱)
اچ‌ام‌ان‌زداس ماتای (تی۱) (به انگلیسی: HMNZS Matai (T01)) یک کشتی است که طول آن ۶۶٫۸ متر (۲۱۹ فوت) می‌باشد.